# Homestead Strike

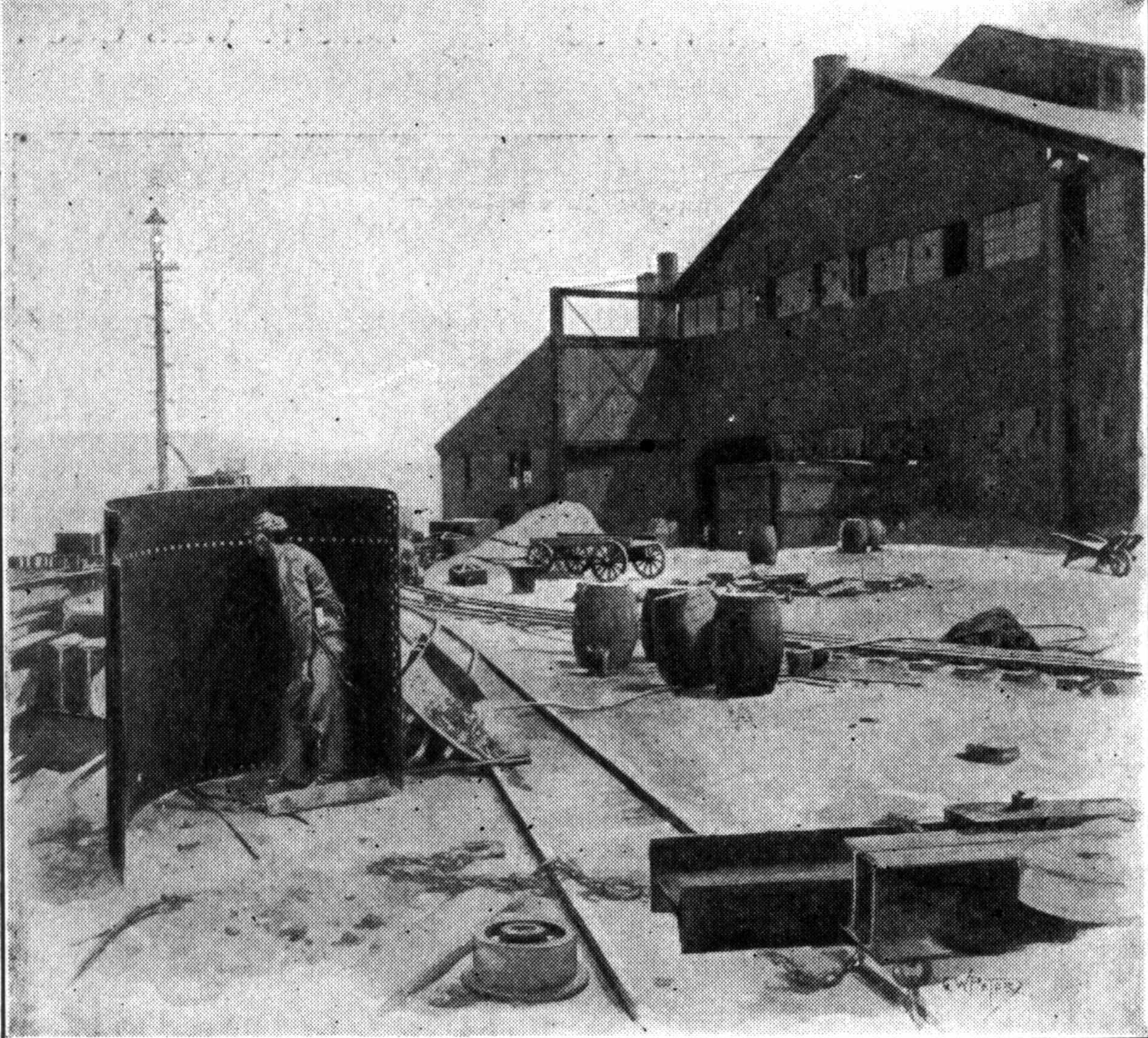
Carnegie Steel Works. Resti degli scudi usati dagli scioperanti contro il fuoco degli uomini di Pinkerton.

L'Homestead Strike (sciopero di Homestead) fu uno sciopero iniziato il 30 giugno 1892 e culminato in una cruenta battaglia fra lavoratori in sciopero ed agenti di polizia privata il 6 luglio 1892. Il fatto avvenne presso la Homestead Steel Works  nell'area di Pittsburgh in Pennsylvania e fu una delle più serie dispute nel mondo del lavoro negli Stati Uniti, sorta fra il sindacato Amalgamated Association of Iron and Steel Workers e la Carnegie Steel Company. Il risultato finale fu una grande sconfitta per il sindacato e una battuta d'arresto per gli sforzi di sindacalizzare l'industria dell'acciaio.

## Storia
A seguito di rivendicazioni da parte dei lavoratori in occasione del rinnovo del contratto collettivo di lavoro nel 1882, venne indetto uno sciopero per ottenere degli aumenti salariali e migliori condizioni di lavoro.

Dopo una consultazione con i suoi legali in aprile, Frick, il presidente dell'acciaieria, prese contatto con l'agenzia di polizia privata Pinkerton National Detective Agency per garantire la sicurezza degli stabilimenti. Il suo intento era quello di aprire la trattativa con gli uomini non aderenti al sindacato il 6 luglio, ma lo sciopero aveva fatto fallire questa sua iniziativa. I legali di Frick escogitarono allora un piano per ottenere la presenza degli uomini di Pinkerton sulla proprietà. Con lo stabilimento circondato dagli operai in sciopero, gli agenti avrebbero dovuto accedere all'impianto raggiungendolo dal fiume. Trecento agenti di Pinkerton vennero radunati sull'isola Davis sul fiume Ohio, a circa cinque miglia a valle di Pittsburgh, intorno alle 22:30 del 5 luglio 1892. Vennero armati con carabine Winchester e sistemati su apposite chiatte attrezzate e trainate lungo il fiume.

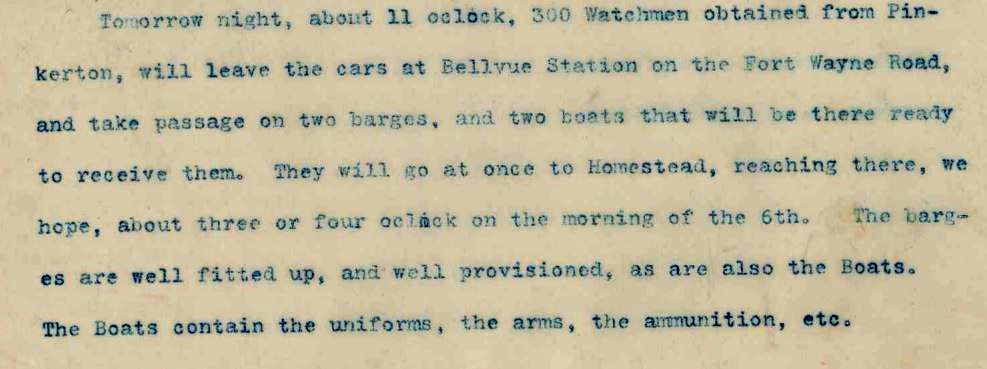
Porzione di copia dattiloscritta e firmata della lettera inviata a Andrew Carnegie che descrive i piani e le munizioni che saranno sulle chiatte quando i Pinkerton arrivano a confrontarsi con gli scioperanti a Homestead.

Gli uomini di Pinkerton tentarono di sbarcare col favore delle tenebre intorno alle 04:00 del mattino. Una grande folla di famiglie aveva visto le chiatte, trainate da un rimorchiatore, passare dalla città. Un paio di colpi vennero sparati contro il rimorchiatore e le chiatte, ma nessuno rimase ferito. La folla abbatté il recinto di filo spinato e gli operai e le loro famiglie invasero il terreno dell'impianto di Homestead. Alcuni tra la folla lanciarono pietre contro i barconi, ma i capi dello sciopero li invitarono alla moderazione.
Gli agenti di Pinkerton tentarono lo sbarco e vennero sparati alcuni colpi. Esistono diverse tesi su chi sparò il primo colpo. Secondo almeno un testimone oculare, furono i sindacalisti. John T. McCurry, un barcaiolo sul battello a vapore Little Bill (che era stato assunto da Pinkerton Detective Agency per trasportare i suoi agenti all'acciaieria) e uno degli uomini feriti dagli scioperanti, dichiararono: "Gli uomini armati di Pinkerton cominciarono a salire sulla riva e subito gli operai aprirono il fuoco su di essi. I poliziotti risposero al fuoco, e non prima che tre di loro erano caduti a terra. Sono disposto a giurare che gli operai hanno sparato per primi e che gli uomini di Pinkerton non spararono fino a quando alcuni di loro non rimasero feriti". Ma secondo il The New York Times furono gli uomini di Pinkertons a sparare per primi. Il giornale scrisse che gli uomini di Pinkertons spararono ferendo William Foy, un operaio. Indipendentemente da chi sparò per primo, i primi due uomini ad essere stati feriti furono Frederick Heinde, capitano della Pinkerton, e Foy. Gli agenti di Pinkerton, rimasti a bordo dei barconi, spararono sulla folla uccidendo due persone e ferendone undici. La folla rispose a sua volta uccidendo due agenti e ferendone dodici. Il conflitto a fuoco continuò per circa 10 minuti.
La scaramuccia andò avanti fino alle ore 16:00 quando gli scioperanti chiesero l'intervento della milizia dello Stato. Lo sceriffo tergiversò e soltanto il giorno seguente informò il governo di quanto stava accadendo. Comunque si dovette attendere fino alla mattina del giorno 12 affinché la milizia giungesse sul luogo. 4.000 uomini giunsero in treno ed in pochi minuti circondarono la fabbrica mentre altri 2.000 si fermarono in città.
Nel frattempo gli uomini di Pinkerton si erano arresi ai quasi 5.000 operai in sciopero, ma la fabbrica continuava ad esser ferma e gli operai non accennavano a riprendere il lavoro.
Protetta dalla polizia, l'azienda riprese rapidamente la produzione utilizzando i crumiri che riuscirono ad entrare protetti dalla forza pubblica. Nonostante la presenza di picchetti davanti agli uffici di collocamento in tutta la nazione, Frick trovò facilmente dipendenti disposti a lavorare. L'azienda costruì rapidamente baracche con letti a castello, refettori e cucine per assistere gli operai al lavoro. I nuovi dipendenti, molti dei quali di colore, giunsero il 13 luglio e gli altiforni vennero riaccesi il 15 luglio. Quando alcuni lavoratori tentarono di prendere d'assalto l'impianto per fermare la riaccensione dei forni, i miliziani li affrontarono all'arma bianca e ne ferirono sei con le baionette. Ma non tutto andava bene all'interno dello stabilimento. Il 22 luglio scoppiò una guerra, all'interno della fabbrica, fra operai bianchi e di colore non aderenti ai sindacati.
Anche Frick aveva bisogno di una via d'uscita dallo sciopero. La società non avrebbe potuto funzionare a lungo con i soli crumiri che vivevano di fatto in fabbrica e le sostituzioni permanenti dovevano essere trovate.
Il 18 luglio, la città fu posta sotto la legge marziale.
L'attenzione nazionale si puntò su Homestead quando, il 23 luglio, Alexander Berkman, un anarchico di New York che non era collegato al sindacato, complottò, assieme alla sua amante Emma Goldman, di assassinare Frick. Egli giunse da New York, riuscì ad entrare nell'ufficio di Frick e gli sparò contro tre colpi di pistola, colpendolo poi per quattro volte con un punteruolo acuminato. Frick riuscì a salvarsi e continuò ad essere il presidente della compagnia. Berkman venne condannato a 22 anni di carcere.
Il tentativo di assassinio da parte di Berkman minò il sostegno pubblico all'Unione e portò al crollo finale dello sciopero. Hugh O'Donnell venne rimosso da presidente del comitato di sciopero quando propose ai lavoratori di tornare al lavoro con un salario ridotto se il sindacato non avesse potuto ottenere la riassunzione di tutti i lavoratori. Il 12 agosto la società annunciò che 1.700 uomini stavano lavorando presso lo stabilimento e la produzione aveva ripreso a pieno regime. Il sindacato nazionale rifiutò di intervenire, i lavoratori dell'Est europeo ignorarono il sindacato e la sinistra non aveva una strategia. Il sindacato votò per il ritorno al lavoro alle condizioni dettate da Carnegie, lo sciopero era fallito e il sindacato era crollato.